# Élisabeth Prévost
Pour les articles homonymes, voir Prévost.
Élisabeth Prévost est une voyageuse et écrivaine française née le 31 janvier 1911 à Charleville dans le département des Ardennes et morte le 28 novembre 1996 à Boissise-le-Roi en Seine-et-Marne.
 
Juste avant la Seconde Guerre mondiale, elle entretint une relation avec Blaise Cendrars, qui fut un événement majeur de sa vie et inspira l'écrivain.
Selon Monique Chefdor, universitaire et fondatrice à New York en 1978 de l'Association Internationale Blaise Cendrars, « c'était avant tout une baroudeuse, très anglaise de style et pleine d'humour mais somme toute assez solitaire ».

## Éléments de biographie

### Une propriétaire aisée
Élisabeth Marie Louise Prévost naît le 31 janvier 1911 à Charleville dans les Ardennes. Élevée « à la garçonne », elle chasse le sanglier avec son père dès l'âge de dix ans, et se voit offrir son premier fusil à treize ans, pour sa première communion. Elle est issue d'une famille de maîtres de forges du côté maternel et de banquiers du côté paternel,, et hérite dans les Ardennes d'une vaste propriété forestière — peut-être près de Brognon, à la lisière de la forêt de Signy-le-Petit —, Les Aiguillettes. Là, elle élève des chevaux de concours, joue au polo et pratique la chasse à courre. Elle est suffisamment aisée pour disposer d'une dizaine de gens de maison,, et voyager aux quatre coins du monde.
Elle chasse ainsi dans les Carpates, parcourt la Mongolie en train. Tentée par l'aventure, elle achète une vieille Ford à bord de laquelle elle traverse l'Afrique en 1934 « à la recherche d'une mine d'or », et pour chasser au Congo et au Tchad. En 1936, elle visite l’Europe en roulotte, de la Bretagne à la mer Noire.

### Blaise Cendrars
Le 7 février 1938, Élisabeth rencontre Blaise Cendrars à Paris, grâce à  Pierre Pucheu, un ami commun. Cendrars qui a rompu avec Raymone sa fiancée, a cinquante ans ; elle vingt-sept. Elle l'invite à séjourner dans sa propriété : il y restera en secret jusqu'en 1939, pendant « une année et demie de mystère, entouré de hauts sapins mélancoliques et de grands hêtres roux et rouges en automne, non loin d'une rivière où sautaient des truites ».
L'écrivain la surnomme « Madame mon copain », et le couple qu'elle forme avec lui « Bee and Bee » (pour Beth et Blaise). Elle lui inspire le personnage de Diane de la Panne, dans L'Homme foudroyé : « j'adore les femmes qui boivent, et mademoiselle de la Panne buvait sec. C'est pourquoi je la traitais en copain ».
La nature de leur relation reste inconnue ; la guerre les sépare, en 1939. Élisabeth devenue âgée écrira :  « Blaise Cendrars fut, dans ma vie, et pour toute ma vie, l’être qui marqua le plus mon cœur et mon esprit ». L'écrivain quant à lui, lui dédiera La Forêt vierge (« à Bee and Bee, qui m'a enlevé [...] »).

### Autour du monde
Elle multiplie alors les voyages, quittant chaque année la France pendant plusieurs mois, jusqu'à soixante-dix ans passés. Au cours de ses multiples tours du monde, elle essuie trois naufrages. Ce qui fera reconnaître à Joseph Kessel : « Élisabeth Prévost a voyagé beaucoup plus que moi ».
Aimantée par le goût de l'aventure, elle participe à des reportages, par exemple au sein d'une unité américaine sur la ligne Maginot, ou plus tard au Québec. Membre de la National Geographic Society, elle parcourt le Sahara avec une caravane touareg, escalade le Rwenzori — troisième sommet d'Afrique —, vit cinq jours dans un village de Pygmées, explore les mines d'or de Kilo-Moto au Congo, les chutes du Nil, navigue entre les îles chiliennes sur un bateau militaire, accompagne des gauchos pour la transhumance des moutons en Patagonie (photographiée par Gisèle Freund). Le journal Combat l'envoie en Indochine, Toute la pêche rencontrer les Indiens du lac Mistassini. Elle photographie des baleines aux Açores, on la retrouve agricultrice au Chili, éleveuse de variétés rares de lapins aux îles Baléares, pêcheuse de saumon en Irlande.
Bien introduite dans le monde du théâtre, elle est chargée des relations publiques de la tournée de Louis Jouvet en Amérique du Sud, participe à la création du festival d'Avignon aux côtés de Jean Vilar, dirige les Ballets des Champs-Élysées avec Roland Petit, investit dans le cinéma.
Elle rencontre nombre d'écrivains ou personnalités des arts : Jorge Luis Borges, Adolfo Bioy Casares, Silvina et Vitoria Ocampo, Jean Cocteau, Jean Giraudoux, Jeanne Moreau, etc..
En 1988-1989, elle embarque dans un cargo pour son dernier tour du monde. Au retour, elle s'installe sur l'île d'Houat en Bretagne où elle est inhumée
Elle meurt le 28 novembre 1996 à Boissise-le-Roi en Seine-et-Marne.

### Activités littéraires
Vers la fin de sa vie, Élisabeth publie trente-et-une lettres reçues de Blaise Cendrars. Elle est pour sa part l'auteure de plusieurs récits et nouvelles, dont Les Carottes au Plaza, qu'elle rédige après la mort de Cendrars. Elle a aussi écrit plusieurs reportages, restés inédits.